# 48 (Album)
48 ist das 7. Solo-Studioalbum der deutschen Sängerin Ina Müller. Es erschien 2013 bei Sony Music. Alle Lieder entstanden durch ihre Zusammenarbeit mit Frank Ramond (Texte) und Johannes Oerding (Musik).

## Inhalt
Die Themen der Lieder reichen von autobiografischen Erinnerungen an ihre Kindheit (Fünf Schwestern) über die Teenagerzeit (Teenager) bis zu Beziehungsproblemen (Wenn dein Handy nicht klingelt). Die Spannbreite umfasst das „klassische“ Liebeslied, in dem der Partner vermisst wird (Wenn du nicht da bist), die Thematisierung der Gewöhnungsphase (Sie schreit nur noch bei Zalando) und der Trennung – einschließlich des Ersatzobjektes: Schuhe (enttäuschen dich nie).

## Titelliste
1. Wenn du nicht da bist – 4:05
2. Sie schreit nur noch bei Zalando – 3:27
3. Wenn dein Handy nicht klingelt  – 3:47
4. Schuhe – 2:56
5. Nach Hause – 4:03
6. Fünf Schwestern – 4:26
7. Wenn ich wegguck – 3:45
8. Pläne – 4:05
9. Déjà-vu – 4:09
10. Spieglein Spieglein – 3:47
11. Einen im Sinn – 3:54
12. Teenager – 3:27
13. Aber dich – 6:19

## Produktion
Alle Titel wurden von Marc Schettler im Hafenklang Studio (Hamburg) aufgenommen und gemischt. Stefan Gade übernahm die Streicherarrangements und die Produktion, Co-Produzent war Frank Ramond. Das Mastering übernahm Chris von Rautenkranz (Soundgarden). Die Fotos auf dem Cover und im Booklet stammen von Sandra Ludewig.

## Auszeichnungen
Das Album erhielt für über 200.000 verkaufter Exemplare eine Platin-Schallplatte vom Bundesverband Musikindustrie.